# Simangambat Dolok
Simangambat Dolok is een bestuurslaag in het regentschap Padang Lawas Utara van de provincie Noord-Sumatra, Indonesië. Simangambat Dolok telt 522 inwoners (volkstelling 2010).